# Vallmanya (Pinós)
Vallmaña (oficialmente y en catalán Valmanya) es una localidad española perteneciente al municipio leridano de Pinós, en la comunidad autónoma de Cataluña.

## Toponimia
El nombre del lugar puede encontrarse mencionado con las grafías Valmaña, Vallmaña y Valmanya.

## Historia
La localidad, que ya por entonces formaba parte del municipio de Pinós, contaba hacia mediados del siglo XIX con 91 habitantes. Aparece descrita en el decimoquinto volumen del Diccionario geográfico-estadístico-histórico de España y sus posesiones de Ultramar de Pascual Madoz de la siguiente manera:

VALMAÑA ó VALLMAÑA: l. en la prov. de Lérida (9 leg.), part. jud. y dióc. de Solsona (4), aud. terr. y c. g. de Barcelona, ayunt. de Pinos. sit. entre dos montes; su clima es frío pero sano. Tiene 14 casas; igl. parr. (San Pedro) matriz de la casa llamada Saló de la Estella, servida por un cura de segunda clase y provision del ordinario; una ermita (San Pelayo); cementerio, y una fuente de buenas aguas. Confina N. Matamargo; E. Saló de la Estella; S. Castelltallat, y O. Pinos. El terreno es de regadío en su mayor parte. Los caminos son locales, escepto el que de Cardona dirige á Calaf, de cuyo punto se recibe la correspondencia. prod.: trigo, centeno, cebada, vino, legumbres y pastos; cria ganado lanar, y caza de conejos y perdices. pobl.: 11 vec., 91 alm. cap. imp.: 30,690 rs. contr.: el 14'48 por 100 de esta riqueza.
(Madoz, 1849, pp. 459-460)

En 2021 la entidad singular de población contaba con 67 habitantes y el núcleo de población con 18 habitantes.